# Самотино
Самотино (болг. Самотино) — село в Болгарии. Находится в Варненской области, входит в общину Бяла. Население составляет 2 человека.

## Политическая ситуация
Самотино подчиняется непосредственно общине и не имеет своего кмета.
Кмет (мэр) общины Бяла — Анастас Костов Трендафилов (Граждане за европейское развитие Болгарии (ГЕРБ)) по результатам выборов.